# Petrópolis
Petrópolis, též známé jako Císařské město, je město v Jihovýchodním regionu v Brazílii, ležící asi 68 kilometrů severovýchodně od Rio de Janeiro. Je sídlem římskokatolické diecéze a univerzity.

## Historie

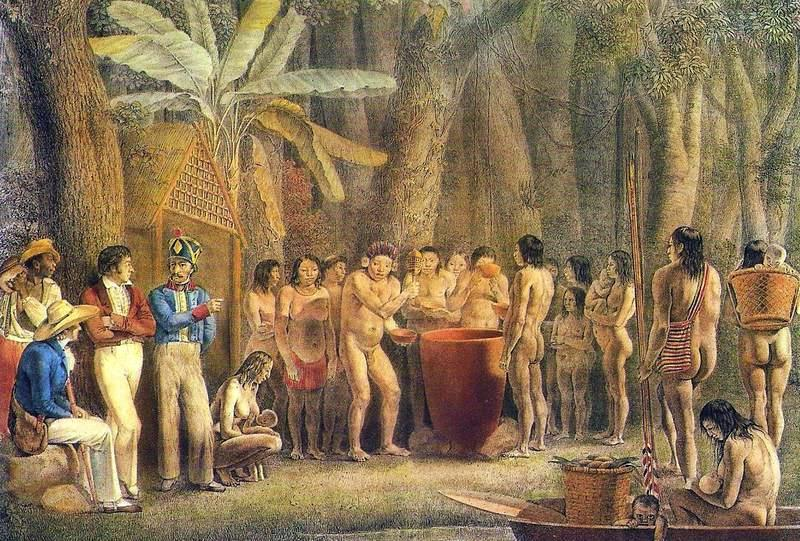
Pijácká slavnost Indiánů kmene Coroados, litografie z let 1821-1823

Území bylo od středověku osídleno "korunovanými" Indiány (portugalsky "Indios coroados"), kteří žili dlouho izolováni díky horskému masivu o výšce 1000 metrů, který portugalští kolonisté v prvních dvou stoletích nepřekonali. K prvnímu osídlení drobnými farmami došlo až od 17. století. Teprve po objevení zlata v Minas Gerais (1704), byla proražena nová cesta od Ria de Janeira, a v letech 1722-1725 území kolonizováno (rozparcelováno), práce vedl Bernardo Soares de Proença. Indiáni byli postupně vytlačeni z regionu. Dějiny popsal ve svých denících baron de Langsdorff.
Město bylo ze starší osady založeno mezi Guanabarským zálivem a Vila Rica z iniciativy císaře Pedra I. v roce 1843 a osídleno převážně německými emigranty. V průběhu 19. století sloužilo jako letní sídlo brazilských císařů a aristokracie. Nese jméno druhého a posledního brazilského císaře Petra II., který je i s rodinou pohřben ve zdejší katedrále. V letech 1894 až 1902 bylo v době První Brazilské republiky hlavním městem státu Rio de Janeiro.

## Obyvatelstvo
K roku 2010 zde žilo 295 917 obyvatel, v roce 2020 počet vzrostl na 306.678 a v roce 2021 to bylo již 307.144 obyvatel.

## Ekonomika
Sídlí zde továrna koncernu General Electric na výrobu komponent pro letadla, podniky spotřebního průmyslu, pivovar a sladovna.

## Školství a kultura
Město je sídlem Katolické univerzity, založené roku 1953, na které studuje kolem 5000 studentů.

## Památky

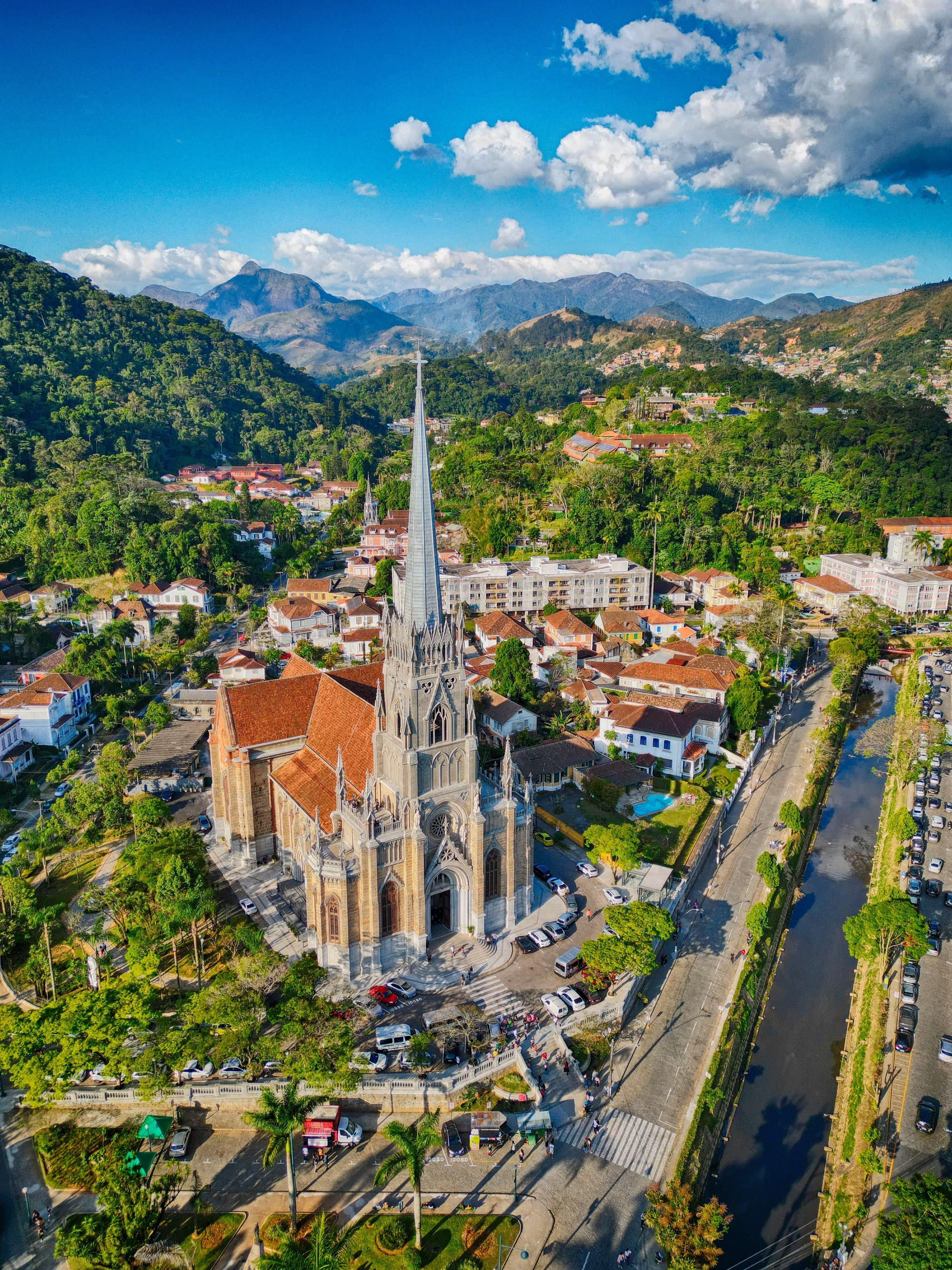
Katedrála v Petrópolisu

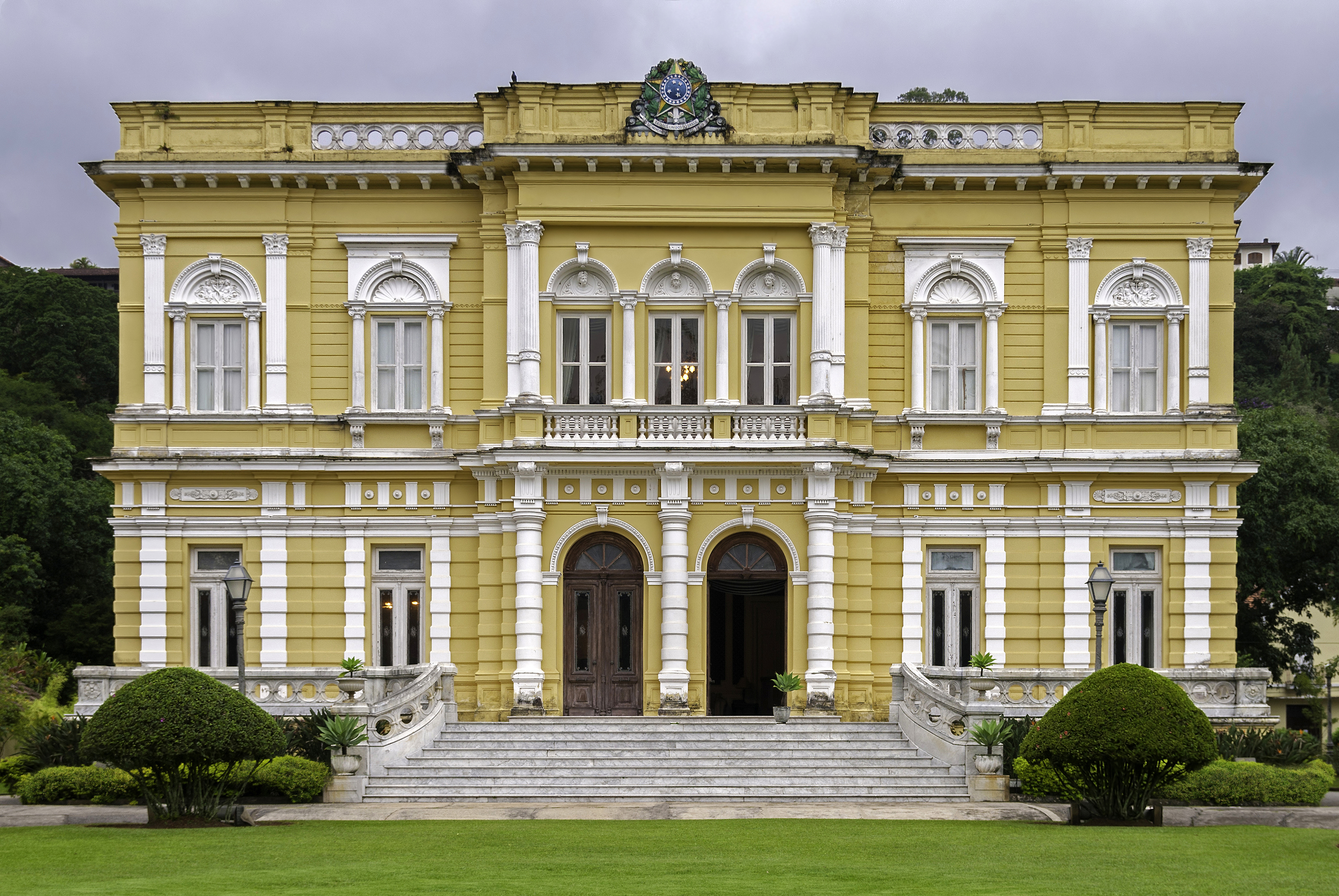
Palác Pedra II.

- Katedrála sv. Petra z Alkantary monumentální novogotická stavba z let 1884-1925, je sídlem biskupa a římskokatolické diecéze. Projekt pocházel již z let 1870-1871, nahradil malý františkánský chrám z roku 1843, Věž byla dostavěna v letech 1960-1969; v chóru jsou mramorové sarkofágy se sochami císaře Pedra I., Pedra II. a jeho manželky Terezy Kristiny a jejich dcery Isabel s manželem. Ostatky byly převezeny z panteonu rodu Braganza v Lisabonu nejdříve do katedrály v Rio de Janeiru, odtud v roce 1925 do sakristie katedrály v Petrópolis, až 5. prosince 1939 prezident Getúlio Vargas otevřel císařské mauzoleum, do něhož byla roku 1971 pohřbena také princezna Isabela s manželem Gastonem z Eu.
- Palácio Rio Negro - bývalá letní rezidence brazilského císaře Pedra II., projektoval ji v letech 1842-1843 německý důstojník a architekt Julius Friedrich Koeler; bohatě zařízené interiéry slouží jako Císařské muzeum.
- Křišťálový palác princezny Isabel (1884)
- Palácio Quitandinha - ve své době největší jihoamerický hotel s kasinem dal v letech 1941-1943 postavit těžařský magnát Joaquim Rolla
- Dům spisovatele Stefana Zweiga, který sem uprchl roku 1941, slouží jako jeho muzeum.

## Osobnosti spjaté s městem
- Leopold Andrian (1875-1951) - rakouský spisovatel, uprchl sem po anšlusu Rakouska
- Stefan Zweig (1881-1942) - rakouský spisovatel, žil zde poslední rok svého života
- Alberto Santos-Dumont (1873-1923) - letecký konstruktér
- Diana Orleánská (* 1940) - francouzská princezna, sochařka